# Ungarische Eishockeyliga 1941/42
Die Saison 1941/42 war die sechste Spielzeit der ungarischen Eishockeyliga, der höchsten ungarischen Eishockeyspielklasse. Meister wurde zum insgesamt fünften Mal in der Vereinsgeschichte BKE Budapest.

## Modus
Die Meisterschaft wurde in der Hauptrunde in zwei regionale Gruppen eingeteilt. Die beiden Erstplatzierten jeder Gruppe qualifizierten sich für das Finalturnier, dessen Gewinner Meister wurde. Für einen Sieg erhielt jede Mannschaft zwei Punkte, bei einem Unentschieden gab es einen Punkt und bei einer Niederlage null Punkte.

## Hauptrunde

### Gruppe Budapest
|    | Klub            | Sp | S | U | N | Tore  | Punkte |
| -- | --------------- | -- | - | - | - | ----- | ------ |
| 1. | BBTE Budapest   | 4  | 2 | 0 | 2 | 12:9  | 4      |
| 2. | BKE Budapest    | 4  | 2 | 0 | 2 | 11:9  | 4      |
| 3. | Ferencvárosi TC | 4  | 2 | 0 | 2 | 10:15 | 4      |

Sp = Spiele, S = Siege, U = unentschieden, N = Niederlagen, OTS = Overtime-Siege, OTN = Overtime-Niederlage, SOS = Penalty-Siege, SON = Penalty-Niederlage

### Gruppe Erdély
|    | Klub            |
| -- | --------------- |
| 1. | Csíkszeredai TE |
| 2. | Kolozsvári KE   |

Sp = Spiele, S = Siege, U = unentschieden, N = Niederlagen, OTS = Overtime-Siege, OTN = Overtime-Niederlage, SOS = Penalty-Siege, SON = Penalty-Niederlage

## Finalturnier

### Halbfinale
- BBTE Budapest – Csíkszeredai TE 11:0
- BKE Budapest – Kolozsvári KE 4:0

### Spiel um Platz 3
- Kolozsvári KE – Csíkszeredai TE 2:1 n. V.

### Finale
- BKE Budapest – BBTE Budapest 4:0